# Vasco Sousa
Vasco José Cardoso Sousa (Penafiel, Portugal, 3 de abril de 2003) es un futbolista portugués que juega como centrocampista en el Sociedad Deportiva Ponferradina de Primeira Liga.

## Trayectoria
En las categorías inferiores, representó al F. C. Cristelo, F. C. Paços de Ferreira y Vitória S. C.. En julio de 2019, con 16 años, se incorporó a las categorías inferiores del F. C. Porto. Ascendiendo rápidamente en las categorías inferiores del Porto, al final de la temporada 2020-21 fue ascendido al F. C. Porto "B", que competía en la Segunda División de Portugal. Al inicio de la campaña siguiente, firmó un nuevo contrato con los Dragones, hasta 2025.
Debutó con el Porto "B" el 7 de agosto de 2021, en un partido de liga en casa contra el C. D. Trofense; salió del banquillo para sustituir a Bernardo Folha en el minuto 83, y Vasco marcó el gol del empate en el último minuto para salvar un empate a 2-2.
El 5 de febrero de 2023 debutó con el primer equipo del Porto, siendo suplente en los minutos finales de la victoria por 2-0 en casa contra el F. C. Vizela en la Primeira Liga.

## Selección nacional
Ha representado a Portugal a nivel juvenil.

## Estadísticas

### Clubes
Actualizado al último partido disputado el 6 de octubre de 2024.
| Club                     | Div.          | Temporada     | Liga  | Liga  | Liga   | Copas nacionales | Copas nacionales | Copas nacionales | Copas internacionales | Copas internacionales | Copas internacionales | Total | Total | Total  |
| Club                     | Div.          | Temporada     | Part. | Goles | Asist. | Part.            | Goles            | Asist.           | Part.                 | Goles                 | Asist.                | Part. | Goles | Asist. |
| ------------------------ | ------------- | ------------- | ----- | ----- | ------ | ---------------- | ---------------- | ---------------- | --------------------- | --------------------- | --------------------- | ----- | ----- | ------ |
| F. C. Porto "B" Portugal | 2.ª           | 2021-22       | 27    | 1     | 3      | ―                | ―                | ―                | ―                     | ―                     | ―                     | 27    | 1     | 3      |
| F. C. Porto "B" Portugal | 2.ª           | 2022-23       | 30    | 1     | 1      | ―                | ―                | ―                | ―                     | ―                     | ―                     | 30    | 1     | 1      |
| F. C. Porto "B" Portugal | 2.ª           | 2023-24       | 30    | 3     | 2      | ―                | ―                | ―                | ―                     | ―                     | ―                     | 30    | 3     | 2      |
| F. C. Porto "B" Portugal | Total club    | Total club    | 87    | 5     | 6      | 0                | 0                | 0                | 0                     | 0                     | 0                     | 87    | 5     | 6      |
| F. C. Porto Portugal     | 1.ª           | 2022-23       | 1     | 0     | 0      | —                | —                | —                | 0                     | 0                     | 0                     | 1     | 0     | 0      |
| F. C. Porto Portugal     | 1.ª           | 2024-25       | 7     | 0     | 0      | 1                | 0                | 1                | 0                     | 0                     | 0                     | 8     | 0     | 1      |
| F. C. Porto Portugal     | Total club    | Total club    | 8     | 0     | 0      | 1                | 0                | 1                | 0                     | 0                     | 0                     | 9     | 0     | 1      |
| Total carrera            | Total carrera | Total carrera | 95    | 5     | 6      | 1                | 0                | 1                | 1                     | 0                     | 0                     | 96    | 5     | 7      |